# Oliarus hesperia
Oliarus hesperia är en insektsart som beskrevs av Van Duzee 1917. Oliarus hesperia ingår i släktet Oliarus och familjen kilstritar. Inga underarter finns listade i Catalogue of Life.